# Envoy Air
Pour les articles homonymes, voir EGF.
Envoy Air (anciennement "American Eagle Airlines Inc." - code AITA : MQ ; code OACI : ENY) est une compagnie aérienne régionale américaine basée à Fort Worth, Texas. Fondée en 1984, elle est aujourd'hui partenaire d'American Airlines, elle aussi appartenant à la société de gestion AMR Corporation. Elle opère 1 700 vols quotidiens, desservant 150 villes à travers les États-Unis, le Canada, le Mexique et les Caraïbes.

## Histoire
Elle effectue son premier vol commercial, le 1er novembre 1984 entre Fayetteville et Dallas-Fort Worth. Elle est la plus grande compagnie régionale aux États-Unis et du monde, opérant plus de 1 700 vols quotidiens.

## Destinations
Envoy Air dessert 150 destinations aux Bahamas, au Canada, aux Caraïbes, aux États-Unis et au Mexique,.

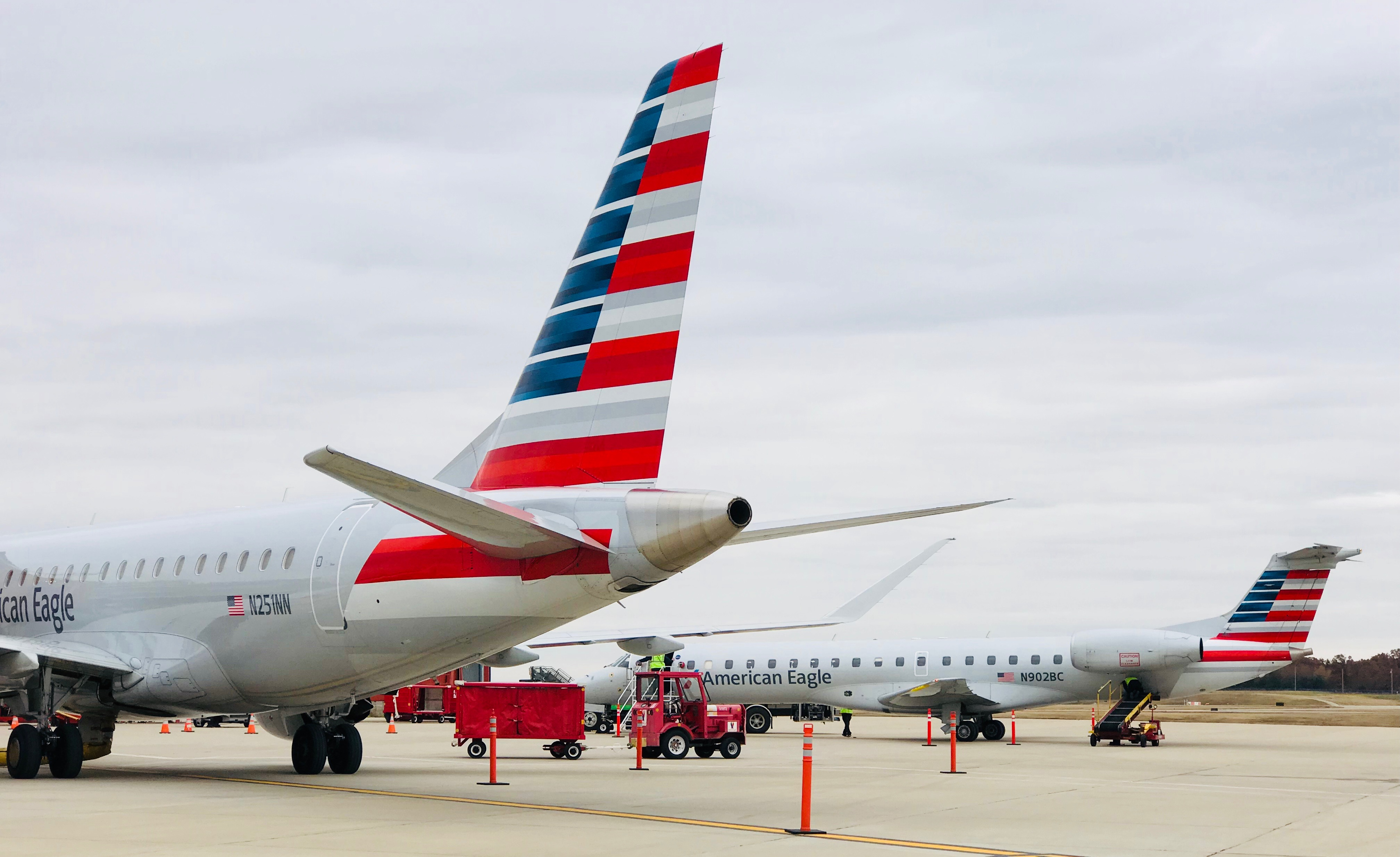
Deux avions Embraer d'Envoy Air aux couleurs d'American Eagle

## Flotte
La flotte d'Envoy Air est composée des appareils suivants au mois de décembre 2020 :
| Appareils       | Total | Commandes | Passagers | Passagers | Passagers | Passagers | Notes                                                                                                 |
| Appareils       | Total | Commandes | F         | Y+        | Y         | Total     | Notes                                                                                                 |
| --------------- | ----- | --------- | --------- | --------- | --------- | --------- | --- |
| Embraer ERJ-140 | 17    | —         | —         | —         | 44        | 44        | |
| Embraer ERJ-145 | 58    | —         | —         | —         | 50        | 50        | Seront transférés à Piedmont Airlines                                                                 |
| Embraer 175     | 90    | 11        | 12        | 20        | 44        | 76        | Livraisons prévues à partir de 2018 jusqu'à début 2020. 20 avions transférés depuis Compass Airlines. |
| Total           | 188   | 11        |           |           |           |           | |

### Ancienne flotte
- CRJ-700 (transférés à PSA Airlines)

## Accidents
Les deux accidents connus concernant Envoy Air sont :
- le vol 5401 American Eagle Airlines, un ATR 72, s'écrase sur le bord de la piste de San Juan, après son approche en courte finale.
- le vol 4184 American Eagle Airlines s'écrase en Illinois, en trajectoire d'entrée à l'approche ILS de Chicago. La cause de l'accident est une accumulation de givre sur les ailes de l'ATR-72.

## Galerie

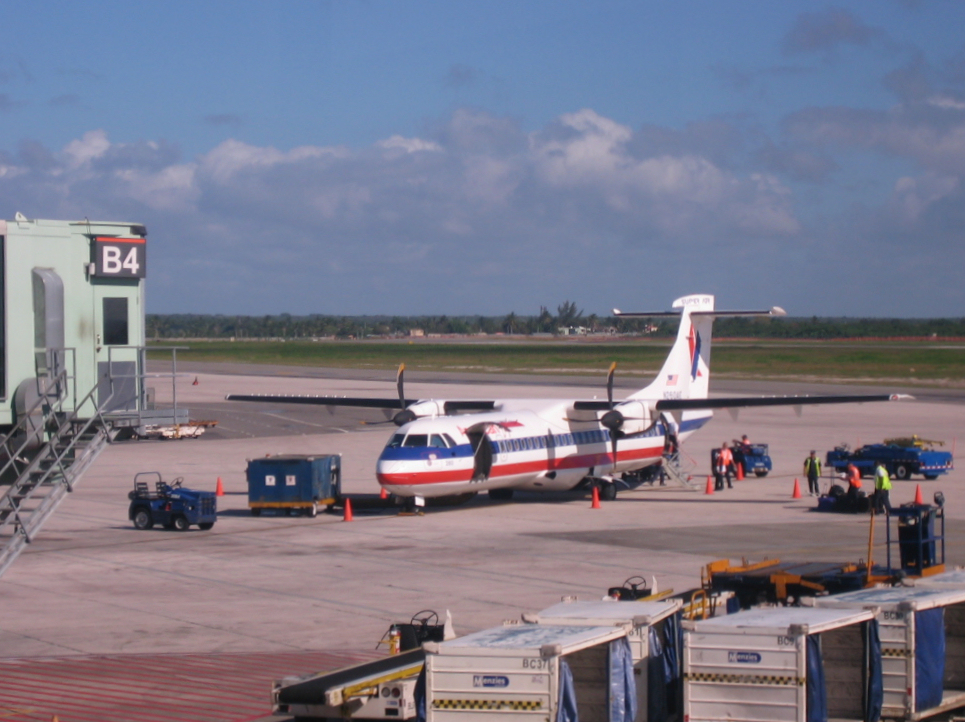
ATR 72 à SDQ
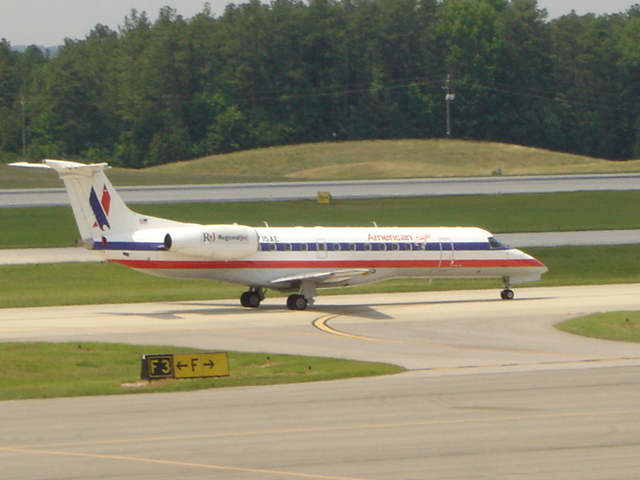
Embraer ERJ-145
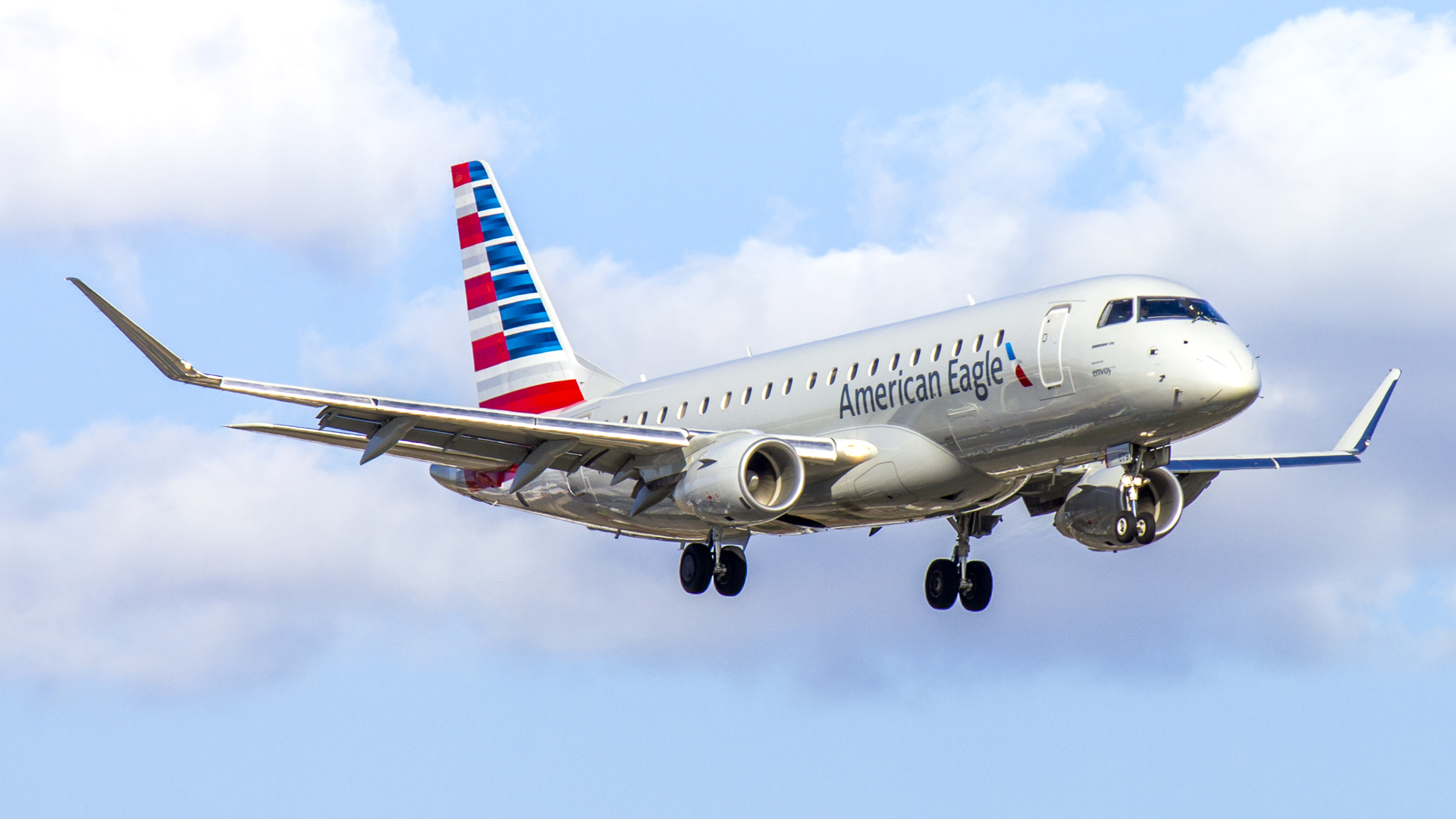
Embraer 175
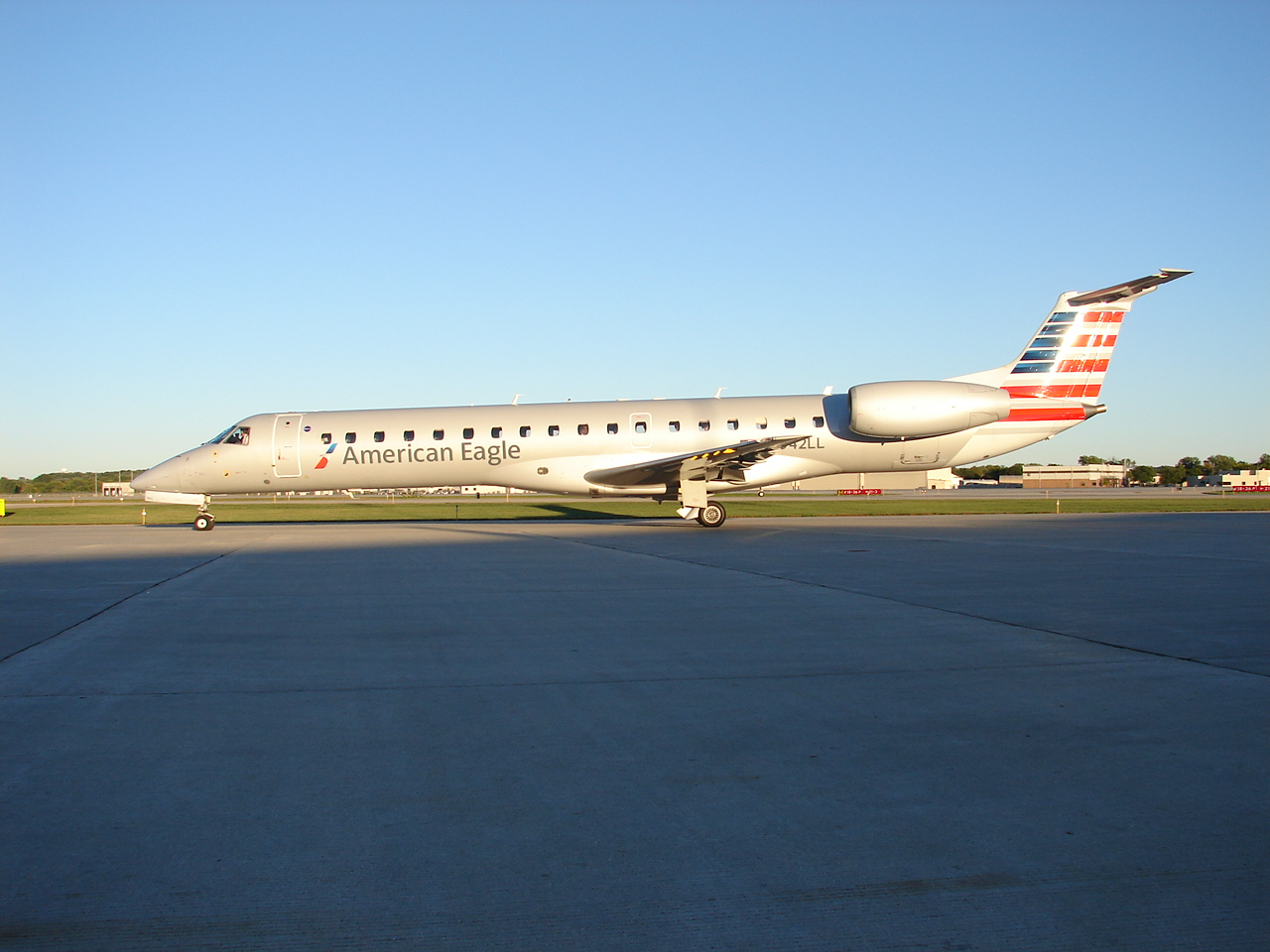
Embraer 145